# Pematang Panombean
Pematang Panombean is een bestuurslaag in het regentschap Simalungun van de provincie Noord-Sumatra, Indonesië. Pematang Panombean telt 1534 inwoners (volkstelling 2010).